# Malo Crniće
Malo Crniće (in serbo Мало Црниће?) è un villaggio e una municipalità del distretto di Braničevo nel nord della Serbia centrale.

## Municipalità
La municipalità di Malo Crniće comprende, oltre a Malo Crniće, anche i seguenti villaggi:
| - Aljudovo - Batuša - Boževac - Crljenac - Kalište - Kobilje - Kravlji Do - Kula - Malo Gradište - Salakovac | - Šapine - Šljivovac - Smoljinac - Toponica - Veliko Crniće - Veliko Selo - Vrbnica - Zabrega |  |

## Galleria d'immagini

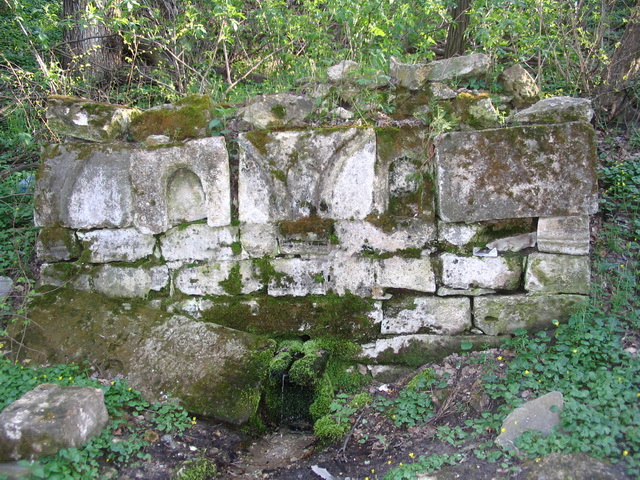
Fontana di Beganovac